# Kurt Amplatz
Kurt Amplatz (Weistrach, Austria, 25 de febrero de 1924-6 de noviembre de 2019) fue un médico radiólogo austriaco inventor de dispositivos médicos.

## Biografía
Conocido fundamentalmente por la invención del oclusor Amplatzer y el oclusor cribriforme Amplatzer, que se utiliza para cerrar el defecto del tabique auricular, un defecto cardíaco congénito común en los bebés. Estos dispositivos se insertan mediante la colocación percutánea de catéter, evitando así la cirugía a corazón abierto. En 1958 realizó uno de los primeros cateterismos percutáneos del corazón.
Amplatz pasó la mayor parte de su carrera de cuarenta años en radiología como presidente de radiología intervencionista en la Universidad de Minnesota.